# Roos Smit
Roos Smit (Groningen, 27 augustus 1989) is een Nederlandse actrice uit Groningen. Ze is vooral bekend geworden door haar rol als Lana van Hamel in de jeugdserie SpangaS. Smit heeft ook de rol van Sterre gespeeld in de film Radeloos, naar het gelijknamige boek van Carry Slee. Hierin speelde ze met de acteurs Marius Gottlieb en Beau Schneider die beiden ook in SpangaS speelden. Ook heeft Smit in de clip vecht mee van Yes-R en Chantal Janzen gespeeld. In het najaar van 2009 was ze te zien in de bioscoop met SpangaS op Survival.
In 2009 gaf Smit aan te zullen stoppen met SpangaS. Haar personage was op 22 oktober 2010 voor het laatst in de serie te zien. Ook was Smit sinds dat jaar te zien in de reclamespotjes van de supermarkt PLUS.